# Квитковое (Полтавская область)
Квитковое (укр. Квіткове) — село,
Тростянецкий сельский совет,
Полтавский район,
Полтавская область,
Украина.
Код КОАТУУ — 5324086204. Население по переписи 2001 года составляло 19 человек.

## Географическое положение
Село Квитковое находится на правом берегу реки Ворскла,
ниже по течению на расстоянии в 2 км расположено село Буланово,
на противоположном берегу — сёла Лукищина и Головач.
На расстоянии в 1 км расположено село Великий Тростянец.
Вокруг села несколько лесных массивов.
Река в этом месте извилистая, образует лиманы, старицы и заболоченные озёра.